# Vladimir Dimitrijević
Pour les articles homonymes, voir Dimitrijević.
Vladimir Dimitrijević, né le 28 mars 1934 à Skopje (Yougoslavie) et mort le 28 juin 2011 à Armes (France), est un libraire et éditeur serbe. Il fonde les Éditions de l'Âge d'Homme en 1966.

## Biographie
Très bon élève féru de littérature, son père est fait prisonnier politique pendant le régime communiste titiste[Lequel ?] et lui conseille de s'exiler. Vladimir Dimitrijević part de son pays après une scolarité littéraire[Quoi ?] à Belgrade. Il arrive en Suisse en 1954, devient ouvrier d'usine horlogère à Granges puis employé de librairie à Neuchâtel (1958) puis dans la librairie Payot à Lausanne (1962).
Passionné de littérature, il fonde en novembre 1966 à Lausanne sa propre maison d'édition : L'Âge d'Homme avec l'appui de Dominique de Roux des éditions de L'Herne. Il entreprend alors de rééditer l'édition intégrale du Journal intime d'Henri-Frédéric Amiel.
À partir de 1973, il dirige la collection « Slavica reprints » avec Jacques Catteau et Georges Nivat. C'est à lui qu'on doit la découverte de nombreux écrivains slaves, certains dissidents, parmi lesquels Vassili Grossman, Miloš Crnjanski ou Alexandre Zinoviev,.
En 1977, la publication du roman satirique d'Alexandre Zinoviev, interdit en URSS, Les Hauteurs béantes connaît un important succès de librairie.
Ses centres d'intérêt dépassent largement le domaine de la littérature slave. Il permet à des auteurs, tels que Pierre Gripari ou Vladimir Volkoff, négligés par les plus grandes maisons d'édition, d'être connus du grand public. C'est encore lui qui publie en français l'œuvre majeure de l'écrivain italien Eugenio Corti, Le Cheval rouge et surtout lui qui lance avec audace la traduction intégrale des Canti de Leopardi par Michel Orcel (1982). 
Au début des années 1980, il ouvre une librairie L'Âge d'Homme à Lausanne, où il réside. À Paris, sa librairie se trouvait à l'angle de la place Saint-Sulpice et de la rue Férou.
Étant lui-même l'auteur de plusieurs ouvrages dont on retiendra des essais sur la Yougoslavie tels que Yougoslavie. La stratégie de l'aveuglement, publié par l'Institut serbe de Lausanne en 1992 mais surtout La vie est un ballon rond (La Table ronde, 1998), hymne au football, riche de saillies comme cette analogie: « Un bon joueur est comme don Quichotte : il est bizarrement fait. Il est maladroit, il est filiforme, mais il est un excellent footballeur. » Avec Jean-Louis Kuffer, il publie en 1986 un livre d'entretiens, Personne déplacée.
Dans les années 1990, sa condamnation des raids de l'OTAN sur la Serbie, son pays d'origine, et son attitude ambiguë face au nationalisme serbe déclenchent la polémique. Il a notamment été soupçonné d'avoir facilité le passage de jeunes volontaires monarchistes français vers la Serbie avec l'aide de Sylvain Roussillon, un militant royaliste rencontré à Belgrade en 1991, ce qui assimile cet opposant au communisme en Yougoslavie à un soutien de Slobodan Milošević,.
Parmi ses autres occupations, il est le directeur de publication de la revue Politica hermetica, il préside l'« Association Les Amis de Pierre Gripari », dont il fut le principal éditeur. Il collabore à plusieurs revues et journaux.
Vladimir Dimitrijević meurt dans un accident de circulation routière à Armes près de Clamecy dans la Nièvre le 28 juin 2011. Il conduisait sa camionnette chargée de livres depuis Lausanne, jusqu'à Paris, avec une escale habituelle dans un entrepôt de sa société à Clamecy.
Lors du trajet, une collision frontale entre sa camionnette et un tracteur survient.

## Publications
- Personne déplacée. Entretiens avec Jean-Louis Kuffer, Lausanne - Paris, P.-M. Favre, 1986.
- À la rencontre de Georges Haldas. Essais et témoignages, publié à l'occasion du 70e anniversaire de Georges Haldas, ce volume a été préparé par les soins de François Debluë et Jean Vuilleumier, en collaboration avec Vladimir Dimitrijević, Lausanne, L'Âge d'Homme, 1987.
- Yougoslavie. La stratégie de l'aveuglement, publié par l'Institut serbe de Lausanne, Lausanne - Paris, l'Âge d'Homme, 1992. Extraits de : L'Idiot international, juillet 1992.
- La vie est un ballon rond, Paris, Éditions de Fallois, 1998 ; rééd. Paris, la Table ronde, 2006  (ISBN 978-2710328728).
- Béni soit l’exil ! Propos d'un éditeur engagé. Entretiens avec Gérard Conio, Éditions des Syrtes, L'Âge d'homme, 2017  (ISBN 9782940523535)